# عصية متمسكة بحرية
عصية متمسكة بحرية (الاسم العلمي: Tenacibaculum maritimum) هي نوع من البكتيريا، سلبية الغرام، تتبع جنس عصية متمسكة.